# Johann Hermann Schnobel
Johann Hermann Schnobel (* 18. Oktober 1727 in Lübeck; † 23. Dezember 1802 ebenda) war ein deutscher Kantor und Historiker.

## Leben
Schnobel war ein Sohn des Pastors der Petrikirche in Lübeck Joachim Johannes Schnobel und seiner Frau Magdalena Katharina, geb. Küsterbeck. Der Hauptpastor Friedrich Joachim Schnobel war sein älterer Bruder. Nach dem Studium der Theologie wurde er 1756 als Nachfolger von Caspar Ruetz zum Kantor und Musikdirektor berufen. Zu seinem Amt zählte die Pflege der Choralmusik mit dem Schülerchor des Katharineums an St. Marien und quartalsweise auch in den anderen Hauptkirchen, während die Figuralmusik und die Abendmusiken dem Organisten vorbehalten blieb. Gleichzeitig war er Lehrer am Katharineum. Mit dem Schülerchor war er auch für die Begleitung bei Begräbnissen zuständig. Die Qualität und das Ansehen der Choralmusik hatten seit Ruetz, der sich 1750 bis 1753 in einer Reihe von Streitschriften für eine bessere Ausstattung der Kirchenmusik eingesetzt hatte, noch weiter gelitten, zumal auch die Schülerzahl des Katharineums auf einem Tiefpunkt angekommen war. Bei der von der Aufklärung geprägten Schulreform unter Rektor Friedrich Daniel Behn wurde das Kantorat mit Schnobels Eintritt in den Ruhestand am 1. Oktober 1801 abgeschafft. Damit endete die seit der Bugenhagenschen Kirchenordnung von 1531 bestehenden Verpflichtung der Schüler zum liturgischen Gesang in den Lübecker Hauptkirchen.

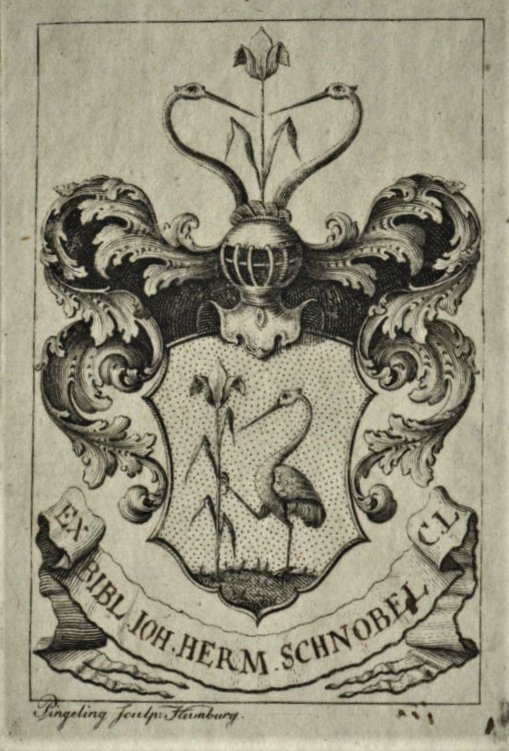
Exlibris der Bibliothek Johann Hermann Schnobels von Pingeling

Neben seiner Tätigkeit als Kantor und mit dem Niedergang dieses Teils seines Berufes zunehmend intensiver widmete sich Schnobel lokalhistorischen Studien. Zu seinen wichtigsten Werken zählt die Herausgabe der dritten Auflage von Jacob von Melles Gründlicher Nachricht. 1768 wurde er nach Befürwortung durch den Syndicus Carl Henrich Dreyer vom Rat der Stadt mit der Fortführung der genealogischen Register beauftragt. Seine im Archiv der Hansestadt Lübeck überlieferten Arbeiten sind bis heute wichtige Quellen.
Sein Stammbuch ist in der Lübecker Stadtbibliothek erhalten, ebenso seit 1851 die Lubecensien-Sammlung seiner Bibliothek.

## Werke
- Jacob von Melles Gründliche Nachricht von der Kayserlichen, Freyen und des H. Römis. Reichs Stadt Lübeck 3. Auflage 1787

Digitalisat des Dedikationsexemplars Schnobels in der Stadtbibliothek Lübeck (Lub. 8° 3140)
Digitalisat des Exemplars der Bayerischen Staatsbibliothek
- Lübeckisches Münz- und Medaillenkabinet gesammlet von Ludolph Heinrich Müller mit erläuternden Anmerkungen und vorangesetzter Münzgeschichte herausgegeben. Lübeck: C.G. Donatius 1790

Digitalisat
- Completa collectio omnium inscriptionum quae adhuc Lubecae in Epitaphiis sacellis ac lapidibus sepulcralibus templorum leguntur. (Manuskript, Ms. Lub. 8° 521)

Digitalisat, Stadtbibliothek Lübeck